# D2L Group
D2L Group, quelquefois orthographié D2L group, est un groupement d'employeurs, considéré comme le n° 1 français des prestations de services en ressources humaines destinés aux métiers de la logistique et divisé en quatre pôles d'activités. Le siège de l'entreprise est situé à Saint-André-de-Corcy, commune située à 25 kilomètres de Lyon.
Le réseau compte plus de 70 implantations en Europe et emploie plus de 6 000 salariés dont 2 000 en CDI.

## Présentation
D2L Group est un groupement d'employeurs défini comme un prestataire de services dans le domaine de l'emploi des salariés développant son activité en France et dans le monde au travers quatre offres principales :
- Planett et Equip' : une structure spécialisée dans travail temporaire dans tous les secteurs d'activité en France et en Belgique.
- Mensquad : une structure également spécialisée dans le travail temporaire destinée à la délégation de travailleurs originaires de l'Europe de l'Est et de l'Europe du Sud depuis la France.
- Rankers : un cabinet de sourcing permettant la recherche de demandeurs d'emplois correspondant aux profils recherchés par le client.
- Breazy : un cabinet de l'outsourcing correspondant à une externalisation (sous traitance) de la gestion des ressources humaines.

## Historique
La société est créée en 2010 à Lyon par Emilie Legoff, Guilhem de Lajarte et Gilles Dimbert, sous le nom de GEL Groupe. Ils furent secondés par Jean-Luc Nadjari comme coordinateur administratif du groupe et par Maxime Berne comme Directeur Commercial ; celle-ci devient très rapidement l'acteur français de référence des services en ressources humaines destinés à la logistique[réf. nécessaire].
En septembre 2017, selon un communiqué d'Euronext access, la société en actions GEL Groupe est rebaptisée D2L Group.

## Communication
Interviewé par le groupe Écomédia, à l'occasion de la sortie de son livre Le chômage n'est pas une fatalité, le fondateur de la société Gulhem Dufaure de Lajarte explique que son entreprise a permis « la création de quelque 4 000 CDI en une dizaine d’années ».